# Iva Lažeta
Iva Lažeta, nata Landeka (Posušje, 3 ottobre 1989), è una calciatrice croata, centrocampista dello Spalato e della nazionale croata.
È sorella minore di Davor e Josip, entrambi calciatori di ruolo centrocampista, il primo del Široki Brijeg e della Nazionale bosniaca e il secondo del Sonnenhof Großaspach e già della Nazionale croata Under-19.